# 酒井篤礼
酒井 篤礼（さかいとくれい、川股 篤礼、1835年 - 1882年）は現在の宮城県栗原市出身の医師にして、日本ハリストス正教会初の信者（ハリスチャニン＝クリスチャン）の一人。

## 生涯
緒方洪庵が大坂の船場に開いた蘭学塾の適塾で医学を学び、幕末に箱館（現函館市）で医師業を営んでいたとき、友人で箱館神明宮宮司の沢辺琢磨から、当時ロシア帝国の函館領事館付司祭として来日していたロシア正教の宣教師ニコライを紹介され、沢辺らとともに要理を学び信仰を持つ。そして、まだキリスト教禁制下の1868（明治元）年、沢辺らとともにニコライより聖洗機密を受けて、日本ハリストス正教会初の信者（ハリスチャニン＝クリスチャン）となった。聖名（洗礼名）はイオアン（ヨハネ）。のちに妻と子も洗礼を受けた。
翌年、郷里の金成で布教をしていて捕縛を受け、2年間を獄舎で送る。1875年、函館正教会にて沢辺とともにカムチャツカのパウェル大主教より按手礼（神品機密）を受け、輔祭（沢辺は司祭）に日本人として初めて叙聖され、後には司祭に叙聖された。
再び金成に戻り、仮会堂（後の金成ハリストス正教会）を建て布教活動を続けるも迫害を受け、仮会堂を破壊されるなどの辛酸を嘗めるが、生涯を医業とハリストス正教の伝道に捧げた。1882（明治14）年3月、46歳で盛岡市にて永眠。

## 関連文献
- 高橋昌郎『明治のキリスト教』吉川弘文館、2003年